# 奧澤 (丹麥)
奧澤（丹麥語：Odder），丹麥日德蘭半島上的一座城市，奧澤市鎮的行政中心。
1363年，奧澤曾被称作Oddræth，这个小镇在奧澤河附近建造。1850年，小镇的人口增长至900人左右，并许可一年开设两次市场。同一时间，有计划向东北海岸开凿一条运河，但未能成功。